# Cooch Behar
Cooch Behar (bengali কোচবিহার, Kochbihar) és una ciutat i municipi de Bengala Occidental (Índia), capital del districte de Cooch Behar. Està situada a 26° 22′ N, 89° 29′ E / 26.367°N,89.483°E. El seu nom deriva de l'ètnia koch (també rajbongshi o koch-rajbongshi) i de la paraula behar (sànscrit bihar) que vol dir viatjar i juntes volen dir "El lloc pel que passaven els reis dels kochs". Vers el 1700 quan el seu nom era Guriahati, va esdevenir capital del regne dels kochs per decisió del maharaja Rup Narayan aconsellat per un santó; la capital des de llavors sempre va estar a la comarca, a la vora del riu Torsa. El 19 de gener de 1950 va esdevenir capital del districte.
La seva població (cens del 2001) era de 76.812 habitants (el 1901 de 10.458 habitants). El seu monument principal és el palau reial.
Per la seva història vegeu Koch Bihar.